# Cmentarz Żołnierzy Radzieckich w Piotrkowie Trybunalskim
Cmentarz Żołnierzy Radzieckich – cmentarz położony w Piotrkowie Trybunalskim przy ulicy Rakowskiej.
Cmentarz został założony w 1967 roku. Autorami projektu byli Stanisław Żałobny i Michał Gałkiewicz. Usytuowany jest w miejscu zbiorowego pochówku radzieckich jeńców wojennych ze stalagów 237 i 267/z, według szacunkowych danych pochowano tu między 4 a 7 tysięcy osób. Obecnie na cmentarzu w 252 zbiorowych mogiłach spoczywa 1137 żołnierzy Armii Czerwonej, w większości ekshumowanych z innych miejsc pochówku na terenie powiatu piotrkowskiego i samego Piotrkowa oraz powiatów radomszczańskiego i wieluńskiego.